# Melissa McBride
Melissa McBride, född 23 maj 1965 i Lexington i Kentucky, är en amerikansk skådespelerska och tidigare rollsättare. Hon är bland annat känd för sin roll som Carol Peletier i The Walking Dead. McBride har fått flera utmärkelser och nomineringar för sin roll i The Walking Dead.

## Filmografi

### Filmer
- 1995 – Mutant Species
- 1995 – Her Deadly Rival (TV-film)
- 1996 – A Season in Purgatory (TV-film)
- 1997 – Close to Danger (TV-film)
- 1997 – Any Place But Home (TV-film)
- 1999 – Piraterna vid Silicon Valley
- 1999 – Nathan Dixon (TV-film)
- 2002 – The Dangerous Lives of Altar Boys
- 2006 – Nailed! (Kortfilm)
- 2007 – Lost Crossing (Kortfilm)
- 2007 – The Promise (Kortfilm)
- 2007 – The Mist
- 2008 – Delgo (Röst)
- 2008 – Living Proof (TV-film)
- 2014 – The Proxy

### TV-serier
- 1993 - Matlock (1 avsnitt)
- 1994 - In the Heat of the Night (2 avsnitt)
- 1995 - American Gothic (1 avsnitt)
- 1996 - Profiler (1 avsnitt)
- 1997 - Walker, Texas Ranger (2 avsnitt)
- 1998 och 2003 - Dawson's Creek (3 avsnitt)
- 2010-idag - The Walking Dead (101 avsnitt)